# Wapen van Borsbeek

Het wapen van Borsbeek

Het wapen van Borsbeek is het heraldisch wapen van de Antwerpse plaats Borsbeek. De gemeente heeft twee wapens gekend. Het eerste wapen werd op 22 maart 1920 per Koninklijk Besluit aan de gemeente toegekend. Het huidige wapen is op 4 april 1995, nu per Ministerieel Besluit, toegekend. Het wapenschild is gelijk gebleven, aan het wapen werden alleen de twee schildhouders toegevoegd.

## Blazoenering
Doordat de gemeente in 1977 is gefuseerd zijn er twee verschillende blazoeneringen van het wapen van Borsbeek. Die van het eerste wapen luidt als volgt:
Gevierendeeld, in het 1ste: van zilver met een ledig en aan de onderzijde in twee takken gesplitst kruis van zavel, met een zoom van keel beladen met acht ketels van goud, dat is de Villegas de Oude; in het 2de nogmaals gevierendeeld, in 1 en 4 van keel met een loopende windhond van zilver, in 3 en 2 van goud met 3 molenijzers van zavel, dat is Mechelman; in het 3de van zilver met 2 wolven van zavel de eene op den anderen in een zoom van keel beladen met acht Sint-Andrieskruisen van goud, dat is de Ayala; in het 4de nogmaals gevierendeeld, in 1 en 4 van keel met een arend met ontplooide vlucht van zilver, in 2 en 3 gefaasd van keel en van goud van 6 stukken, dat is van Joigny de Pamele. Helm van zilver, getralied, gehalsband en omboord van goud, gevoerd en vastgehecht van keel, met wrong en dekkleeden van goud en van keel. Helmteken: een rechterarm gewapend van zilver houdend een zwaard van dezelfde kleur met gevest van goud.
Het wapen bestaat uit vier kwartieren, waarvan het tweede en vierde kwartier ook uit vier kwartieren bestaan. Het eerste kwartier bestaat uit een zilveren veld, met daarop een uitgehold kruis met aan de punten van de vier armen een Franse lelie. Om het veld is een rode zoom geplaatst met daarin acht gouden ketel. Dit kwartier is gelijk aan een ouder wapen van de familie De Villegas
Het tweede kwartier is zelf ook in vier kwartieren gedeeld. Het eerste en vierde zijn rood met daarin een zilveren, springende, hazewindhond. Het tweede en derde kwartier zijn van zilver met daarop drie zwarte molenijzers. Zij staan met twee boven en een onderin. Dit kwartier is gelijk aan het wapen van de familie Mechelman
Het derde kwartier is van zilver met daarop twee, onder elkaar geplaatste, zwarte wolven. Ook dit veld is rood omzoomd, maar in deze zoom staan acht gouden schuinkruisjes. Dit kwartier is gelijk aan het wapen van de familie Ayala.
Ook het laatste kwartier is in vier delen opgedeeld. Het eerste en vierde deel zijn rood van kleur met daarop een zilveren arend met gespreide vleugels. In het tweede en derde kwartier zes dwarsbalken van rood en goud. Dit kwartier is gelijk aan het wapen van het geslacht Joigny de Pamele.
Tweede wapen
De huidige blazoenering luidt als volgt:
 Gevierendeeld 1. in zilver een geledigd leliekruis van sabel en een zoom van keel, beladen met acht ketels van goud 2. nogmaals gevierendeeld a. en d. in keel een springende windhond van zilver b. en c. in goud drie molenijzers van lazuur 3. in zilver twee boven elkaar geplaatst wolven van sabel en een zoom van keel, beladen met zeven schuinkruisjes van goud 4. nogmaals gevierendeeld a. en d. in keel een adelaar van zilver b. en c. gedwarsbalkt van zes stukken van keel en van goud. Het schild getopt met een helm van zilver, getralied, gehalsband, omboord en gekroond van goud, gevoerd en gehecht van keel met dekkleden van goud en van keel. Helmteken: een rechterarm geharnast van zilver, houdend een zwaard van hetzelfde met gevest van goud. Schildhouders: twee aanziende leeuwen van goud.
Het wapenschild en wapenhelm, helmteken en dekkleed zijn gelijk aan dat van het eerste wapen. Het enige dat veranderd is, zijn de twee schildhouders. Deze twee leeuwen zijn geheel goud van kleur en kijken naar de toeschouwer.

## Geschiedenis
In 1191 werd Borsbeek voor een eerste maal genoemd. De plaats ressorteerde toen onder Deurne. In 1264 scheidde Borsbeek zich af van Deurne. De heerlijkheid behoorde tot het Hertogdom Brabant, maar werd in de 16e eeuw of verkocht of verpand aan de families Van Halen en Van Lier. In 1558 kocht de latere kardinaal De Granvelle het domein. Hierop werd het bij de heerlijkheid Cantecroy gevoegd. Na 1616 volgden meerdere families de familie De Granvelle als eigenaren op. Tussen 1710 en 1794 was het geslacht De Villegas eigenaar.
Tot 1640 had Borsbeek geen eigen schepenbank. De oudste bekende zegels vertonen geen duidelijke afbeelding. Een zegel uit 1779 is wel duidelijk genoeg, dit toont het wapen van de familie De Villegas. Het is gelijkend aan dat van Diego Ferdinand de Villegas, schepen van de stad Antwerpen.
In 1858 verzocht Borsbeek om het familiewapen van De Villegas te mogen voeren als gemeentewapen. Dit verzoek werd toen afgewezen. In 1920 werd het eerste wapen toegekend aan de gemeente. Het huidige wapen wijkt alleen in details af van het eerste wapen. Beide wapens zijn gebaseerd op een beschrijving uit 1672. In die brief werd Diego Ferdinand de Villegas door koningin-regentes Maria Anna benoemd tot ridder.

## Vergelijkbare wapens
Onderstaande afbeelding toont het wapen van de familie De Villegas, dat deels is opgenomen in het wapen van Borsbeek

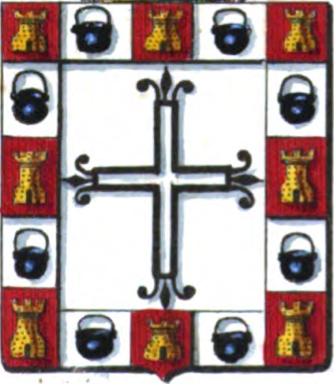
Wapen van de familie De Villegas